# كينيث ستالينز
كينيث ستالينز هو لاعب كرة قدم بلجيكي في مركز الوسط، ولد في 3 مايو 1991 في أوسدان-زولده في بلجيكا. لعب مع رودا كيركراده.

## وصلات خارجية
- كينيث ستالينز على موقع قاعدة بيانات كرة القدم.إي يو (الإنجليزية)
- كينيث ستالينز على موقع Soccerway.com (الإنجليزية)